# Condado (Paraíba)
Condado é um município brasileiro do estado da Paraíba, integrante da Região Metropolitana de Patos. Está localizado no sertão paraibano, às margens do açude Engenheiro Arcoverde. De acordo com o IBGE (Instituto Brasileiro de Geografia e Estatísticas), no ano de 2017 sua população foi estimada em 6.753. Área territorial de 265,473 km².
A principal atividade do município é a pecuária.
No mês de julho é realizada a tradicional festa de São Pedro.

## História

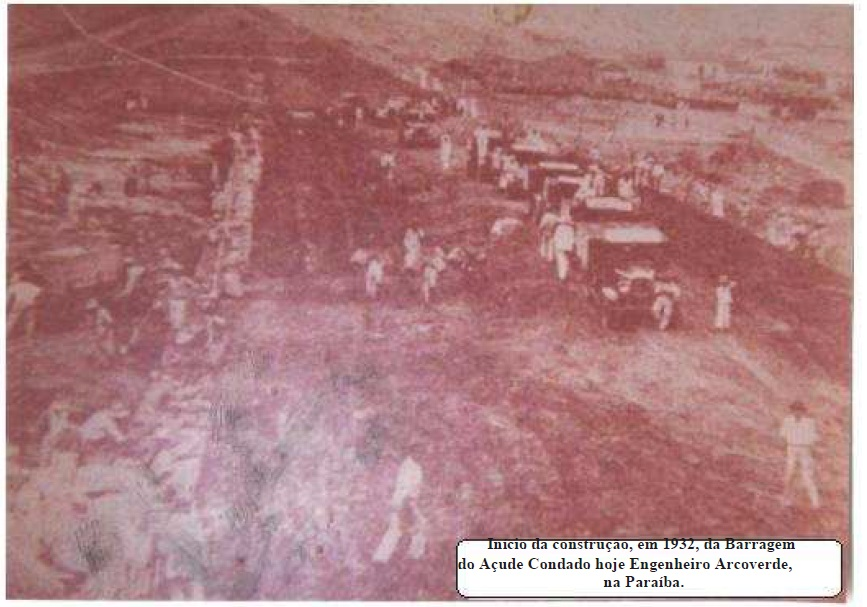
Construção do Açude Engenheiro Arco Verde em 1932

No ano de 1931, quando o sertão da Paraíba já atravessava dois anos consecutivos de invernos fracos, a antiga Inspetoria Federal de Obras Contra as Secas (IFOCS), hoje DNOCS, mandou que seus técnicos viessem elaborar o projeto definitivo de construção de um açude público no Distrito de Malta, cabendo esta tarefa ao 2º Distrito daquela Inspetoria, então chefiado pelo Engenheiro-Geografo Leonardo Barbosa de Siqueira Arcoverde (Engenheiro Arcoverde).
A barragem teria lugar em parte da propriedade rural de Francisco Antonio de Assis (Chico Antonio), cujas terras foram deixadas como herança pelo seu pai e homônimo, conhecido como "Chico Antonio de Condado", falecido em 1906.

O velho Chico Antonio de Condado era casado com Joana Alves de Freitas, descendente da família de João Fernandes de Freitas, o fundador de Malta, enquanto que o seu filho de mesmo nome, conhecido por "Chico Antonio", falecido em 1951, era casado com Analia Formiga de Assis (Doninha).
Com a persistência da seca em 1932 o próprio Ministro da Viação e Obras Públicas José Americo de Almeida veio a Condado e outras cidades flageladas pela Seca. Em 23 de abril de 1932, José Americo acompanhado pelo Interventor do estado Antenor Navarro, com a equipe técnica da IFOCS e uma multidão de flagelados, ordenou a admissão de 1400 operários das mais diversas categorias.
Naquele mesmo dia foram iniciadas as construções de pequenas casas, barracas e palhoças para abrigar os operários onde hoje é denominada Rua da Cooperativa. Os primeiros Comerciantes a se estabelecer foram os Srs. João Rodrigues dos Santos, Severino Amaro de Queiros, Sebastião Rodrigues dos Santos e Cicero Gregorio de Lacerda. O principal construtor de casas de alvenaria foi o Sr. Francisco Formiga de Sousa (Chiquinho Formiga).
Logo no ano seguinte (1933) veio morar em Condado, no sitio Pedra Dágua, o Sr. Raimundo Matias, que mais tarde passou a ser um grande comprador de couros e de algodão, sendo ele um dos que mais contribuíram para o incremento do comércio local.
Assim nasceu o Povoado de Condado, que mais tarde passou a ser chamado de "Rua Velha".

## Geografia
O município está incluído na área geográfica de abrangência do semiárido brasileiro, definida pelo Ministério da Integração Nacional em 2005 Esta delimitação tem como critérios o índice pluviométrico, o índice de aridez e o risco de seca.

### Clima
Dados do Departamento de Ciências Atmosféricas, da Universidade Federal de Campina Grande, mostram que Condado apresenta um clima com média pluviométrica anual de 801,8 mm e temperatura média anual de 26,2 °C.
| Dados climatológicos para Condado             | Dados climatológicos para Condado | Dados climatológicos para Condado | Dados climatológicos para Condado | Dados climatológicos para Condado | Dados climatológicos para Condado | Dados climatológicos para Condado | Dados climatológicos para Condado | Dados climatológicos para Condado | Dados climatológicos para Condado | Dados climatológicos para Condado | Dados climatológicos para Condado | Dados climatológicos para Condado | Dados climatológicos para Condado |
| Mês                                           | Jan                               | Fev                               | Mar                               | Abr                               | Mai                               | Jun                               | Jul                               | Ago                               | Set                               | Out                               | Nov                               | Dez                               | Ano                               |
| --------------------------------------------- | --------------------------------- | --------------------------------- | --------------------------------- | --------------------------------- | --------------------------------- | --------------------------------- | --------------------------------- | --------------------------------- | --------------------------------- | --------------------------------- | --------------------------------- | --------------------------------- | --------------------------------- |
| Temperatura máxima média (°C)                 | 34,0                              | 33,1                              | 32,3                              | 31,9                              | 31,2                              | 30,6                              | 30,8                              | 32,2                              | 33,6                              | 34,7                              | 35,0                              | 34,9                              | 32,9                              |
| Temperatura média (°C)                        | 27,4                              | 26,7                              | 26,2                              | 26,0                              | 25,4                              | 24,7                              | 24,6                              | 25,2                              | 26,3                              | 27,1                              | 27,5                              | 27,6                              | 26,2                              |
| Temperatura mínima média (°C)                 | 21,9                              | 21,7                              | 21,5                              | 21,3                              | 20,7                              | 19,7                              | 19,1                              | 19,1                              | 20,1                              | 20,9                              | 21,5                              | 21,9                              | 20,8                              |
| Chuva (mm)                                    | 72,5                              | 127,7                             | 218,0                             | 190,5                             | 77,6                              | 26,3                              | 17,9                              | 4,6                               | 3,1                               | 4,4                               | 10,9                              | 25,0                              | 801,8                             |
| Fonte: Departamento de Ciências Atmosféricas. |                                   |                                   |                                   |                                   |                                   |                                   |                                   |                                   |                                   |                                   |                                   |                                   |                                   |

## Bairros
- Magé
- Centro
- Alto
- Rua Nova
- Cascalho
- Bairro Novo
- Residência
- São Sebastião
- DNOCS